# Обобщена обратност
В математиката, в частност – алгебрата, обобщената обратност на елемент х е елемент y , който има някои от свойствата на обратност, но не притежава всички от тях. Обобщената обратност може да бъде определена във всяка математическа структура, която включва асоциативна мултипликация, т.е. е в полугрупи. Тази статия описва обобщените обратности на матрицата {\displaystyle A}.
Формално дефинирано, за матрицата {\displaystyle A\in \mathbb {R} ^{n\times m}} и матрицата {\displaystyle A^{\mathrm {g} }\in \mathbb {R} ^{m\times n}}, {\displaystyle A^{\mathrm {g} }} е обобщена обратна на {\displaystyle A}, ако отговаря на условието {\displaystyle AA^{\mathrm {g} }A=A}.
Целта на изграждане на обобщена обратна матрица е да се получи матрица, която може да служи като обратна връзка в известен смисъл за по-голям брой матрици, което не важи за обратната матрица. Обобщена обратност съществува за произволна матрица, а когато матрицата има редовна обратност, то тогава тази обратност е уникалната обобщена обратност.

## Мотивация
Да разгледаме линейната система
{\displaystyle Ax=y}
където {\displaystyle A} е {\displaystyle n\times m} матрица и {\displaystyle y\in {\mathcal {R}}(A)} е колонното пространство на {\displaystyle A}. Ако {\displaystyle A} е неособена, тогава {\displaystyle x=A^{-1}y} ще бъде решение на системата. В този случай, К. Р. Рао и С. К. Митра наричат {\displaystyle A^{-1}} редовна обратност на {\displaystyle A}. Трябва да се има предвид, че ако {\displaystyle A} е неособена, то тогава
{\displaystyle AA^{-1}A=A.}
Да предположим, че {\displaystyle A} е особена, или {\displaystyle n\neq m}. Тогава имаме нужда от подходящ кандидат {\displaystyle G} от ред {\displaystyle m\times n} такъв, че за всички {\displaystyle y\in {\mathcal {R}}(A)},
{\displaystyle AGy=y.}
Т.е. {\displaystyle Gy} е решение на линейната система {\displaystyle Ax=y}.
С други думи, нуждаем се от матрицата {\displaystyle G} от ред {\displaystyle m\times n} така, че
{\displaystyle AGA=A.}
По този начин можем да определим общата обратност или g-братност както следва: за дадена {\displaystyle n\times m} матрица {\displaystyle A}, {\displaystyle m\times n} матрицата {\displaystyle G} се нарича обобщена обратна на {\displaystyle A}, ако {\displaystyle AGA=A.}

## Видове
Следват условията на Пенроуз за определяне на различните обобщени обратности на {\displaystyle A\in \mathbb {R} ^{n\times m}} и {\displaystyle A^{\mathrm {g} }\in \mathbb {R} ^{m\times n}:}
1. {\displaystyle AA^{\mathrm {g} }A=A}
2. {\displaystyle A^{\mathrm {g} }AA^{\mathrm {g} }=A^{\mathrm {g} }}
3. {\displaystyle (AA^{\mathrm {g} })^{\mathrm {T} }=AA^{\mathrm {g} }}
4. {\displaystyle (A^{\mathrm {g} }A)^{\mathrm {T} }=A^{\mathrm {g} }A,}

където {\displaystyle ^{\mathrm {T} }} е транспониране на спрегнато. Ако {\displaystyle A^{\mathrm {g} }} отговаря на първото условие, то тогава тя е обобщено обратна на {\displaystyle A}. Ако отговаря на първите две условия, тогава тя е рефлективно обобщено обратна на {\displaystyle A}. Ако тя отговаря на четирите условия, то тя е псевдообратна на {\displaystyle A}. Псевдообратната понякога се нарича Мур-Пенроуз обратна, поради приноса на Д. З. Мур и Роджър Пенроуз. Когато {\displaystyle A} е неособена, {\displaystyle A^{\mathrm {g} }=A^{-1}} е уникална, но във всички други случаи има безкраен брой матрици, които отговарят на условието (1). Въпреки това, Мур-Пенроуз обратността е уникална.
Има и други видове обобщена обратност:
- Едностранна обратност (дясна или лява обратност)
  - Дясна обратност: Ако матрицата {\displaystyle A} има размери {\displaystyle n\times m} и {\displaystyle {\textrm {rank}}(A)=n}, то тогава съществува {\displaystyle m\times n} матрица {\displaystyle A_{\mathrm {R} }^{-1}} която се нарича дясно обратна на {\displaystyle A} така, че {\displaystyle AA_{\mathrm {R} }^{-1}=I_{n}}, където {\displaystyle I_{n}} е {\displaystyle n\times n} единична матрица.
  - Лява обратност: Ако матрицата {\displaystyle A} има размери {\displaystyle n\times m} и {\displaystyle {\textrm {rank}}(A)=m}, то тогава съществува {\displaystyle m\times n} матрица {\displaystyle A_{\mathrm {L} }^{-1}}, която се нарича ляво обратна на {\displaystyle A} така, че {\displaystyle A_{\mathrm {L} }^{-1}A=I_{m}}, където{\displaystyle I_{m}} е {\displaystyle m\times m} единична матрица.

- Бот–Дафина обратност
- Дражин обратност

## Примери

### Рефлективна обобщена обратност
Нека
{\displaystyle A={\begin{bmatrix}1&2&3\\4&5&6\\7&8&9\end{bmatrix}},\quad G={\begin{bmatrix}-{\frac {5}{3}}&{\frac {2}{3}}&0\\[4pt]{\frac {4}{3}}&-{\frac {1}{3}}&0\\[4pt]0&0&0\end{bmatrix}}.}
Където {\displaystyle \det(A)=0}, {\displaystyle A} е особена и не е регулярно обратна. Въпреки това, {\displaystyle A} и {\displaystyle G} отговарят на условията (1) и (2), но не и на (3) и (4). Следователно, {\displaystyle G} е рефлективно обобщена обратност на {\displaystyle A}.

### Еднопосочна обратност
Нека
{\displaystyle A={\begin{bmatrix}1&2&3\\4&5&6\end{bmatrix}},\quad A_{\mathrm {R} }^{-1}={\begin{bmatrix}-{\frac {17}{18}}&{\frac {8}{18}}\\[4pt]-{\frac {2}{18}}&{\frac {2}{18}}\\[4pt]{\frac {13}{18}}&-{\frac {4}{18}}\end{bmatrix}}.}
Където {\displaystyle A} не е квадратна, а {\displaystyle A} няма регулярни обратности. Въпреки това, {\displaystyle A_{\mathrm {R} }^{-1}} е дясно обратна на {\displaystyle A}. Матрицата {\displaystyle A} няма лява обратност.

## Изграждане
Следните характеристики са лесни за потвърждение:
1. Дясна обратност на неквадратна матрица {\displaystyle A}{\displaystyle A_{\mathrm {R} }^{-1}=A^{\mathrm {T} }\left(AA^{\mathrm {T} }\right)^{-1}}.
2. {\displaystyle A_{\mathrm {L} }^{-1}=\left(A^{\mathrm {T} }A\right)^{-1}A^{\mathrm {T} }}.
3. Ако {\displaystyle A=BC} е рангова факторизация, то тогава {\displaystyle G=C_{\mathrm {R} }^{-1}B_{\mathrm {L} }^{-1}} е g-обратна на {\displaystyle A}, където {\displaystyle C_{\mathrm {R} }^{-1}} е дясна обратност на {\displaystyle C} и {\displaystyle B_{\mathrm {L} }^{-1}} лява обратност на {\displaystyle B}.
4. Ako {\displaystyle A=P{\begin{bmatrix}I_{r}&0\\0&0\end{bmatrix}}Q} за която и да е необратна матрица {\displaystyle P} и {\displaystyle Q}, то тогава {\displaystyle G=Q^{-1}{\begin{bmatrix}I_{r}&U\\W&V\end{bmatrix}}P^{-1}} е обобщена обратност на {\displaystyle A} за случайни {\displaystyle U,V} и {\displaystyle W}.
5. Нека {\displaystyle A} бъде от ранг {\displaystyle r}. Без загуба на обобщеност, нека 

{\displaystyle A={\begin{bmatrix}B&C\\D&E\end{bmatrix}},}
където {\displaystyle B_{r\times r}} е неособена подматрица на {\displaystyle A}. Тогава,
{\displaystyle G={\begin{bmatrix}B^{-1}&0\\0&0\end{bmatrix}}} е g-обратна на {\displaystyle A}.

## Приложения
Всяка обобщена обратност може да се използва, за да се определи дали система от линейни уравнения има решения и ако има, да върне всички тях. Ако някакви решения съществуват за линейната система n × m
{\displaystyle Ax=b},
с вектор {\displaystyle x} от неизвестни и вектор {\displaystyle b} от константи, всички решения са дадени от
{\displaystyle x=A^{\mathrm {g} }b+[I-A^{\mathrm {g} }A]w},
параметрично на произволен вектор {\displaystyle w}, където {\displaystyle A^{\mathrm {g} }} е която и да било обобщена обратност на {\displaystyle A}. Съществуват решения тогава и само тогава, когато {\displaystyle A^{\mathrm {g} }b} е решение, което е вярно тогава и само тогава, когато {\displaystyle AA^{\mathrm {g} }b=b}.